# زواج المثليين في ألبرتا
أصبح زواج المثليين قانونيا في المقاطعة الكندية ألبرتا منذ 20 يوليو 2005، بعد منح الموافقة الملكية على قانون الزواج المدني الفيدرالي. كانت ألبرتا واحدة من أربع مقاطعات وأقاليم كندية حيث لم يتم تقنين زواج المثليين قبل سن قانون الزواج المدني، جنبا إلى جنب مع جزيرة الأمير إدوارد، والأقاليم الشمالية الغربية ونونافوت.

## علاقة البالغين المتبادلة
منذ عام 2003، تمكن الشركاء المثليون من الوصول إلى علاقات البالغين المتبادلة، مما يوفر بعض حقوق وفوائد الزواج.

## قانون الزواج المدني
في 28 يونيو 2005، أصدر مجلس العموم الكندي قانون الزواج المدني، وهو القانون الذي يعرف الزواج المدني الكندي بأنه اتحاد بين «شخصين». تلقى مشروع القانون موافقة ملكية بعد بضعة أسابيع، ودخل حيز التنفيذ في 20 يوليو. ورد رئيس الوزراء رالف كلاين بالقول إن حكومة ألبرتا قد تختار وقف عقد حاللات الزواج تمامًا، مما مقترحا إلى أن الحكومة ستصدر تراخيص الاتحاد المدني لكل من الشركاء المغايرين والشركاء المثليين في مكانه. سيكون لا يزال بإمكان الجماعات الدينية أن تعقد الاتحادات المغايرة كزواج إذا اختاروا ذلك، لكن يُسمح لأي عاقد مدني بالاعتراف بالاتحاد المدني فقط. نظرت حكومة ألبرتا أيضًا في استمرار إصدار تراخيص الزواج للشركاء المغايرين فقط في المحكمة، على أساس أن تشريع الحكومة الفيدرالية ينتهك اختصاص حكومة المقاطعة على إقرار الزواج.
في 12 يوليو 2005، أقر كلاين بأن النصيحة التي قدمها له الخبراء القانونيون هي أن الطعن أمام المحكمة في رفض تزويج الأزواج المثليين ليس له أي فرصة للنجاح، وإهدار أموال دافعي الضرائب لمنعه سيكون «إعطاء أمل زائف.» وقال كلاين، «إلى حد كبير من الغضب»، ستصدر حكومة ألبرتا تراخيص زواج للأزواج المثليين عندما تلقى مشروع القانون موافقة ملكية. كما قال كلاين إن حكومة ألبرتا ستسن تشريعات إقليمية لحماية المسؤولين الدينيين والمدنيين الذين لا يرغبون في تزويج الأزواج المثليين. كان هذا يعني أن مفوض زواج ألبرتا الذي يرفض تزويج الأزواج المثليين لن يكون مسؤولاً عن الفصل على هذه الأسس. ومع ذلك، لم يتم إصدار مثل هذا التشريع، مما يدل على «تغير البحر» في المواقف تجاه زواج المثليين في ألبرتا. (انظر أيضًا «زواج المثليين في ساسكاتشوان»، حيث ألغت المحاكم مرتين محاولات لإعفاء مفوضي الزواج من عقد حفلات لزواج المثليين.)

## تشريعات المقاطعة

### قانون الزواج
كان موقف رئيس وزراء ألبرتا رالف كلاين وحكومة الحزب التقدمي المحافظ هو محاولة لمنع زواج المثليين في ألبرتا إذا كانت هناك قضية قضائية تتطلب ذلك أو تمرير تشريع اتحادي في جميع أنحاء البلاد.
في 16 مارس 2000، أقرت الجمعية التشريعية مشروع القانون 202، الذي عدل قانون الزواج في المقاطعة ليشمل تعريف الزواج كزواج بين المغايرين فقط. كما ألغى مشروع قانون شرط الرغامة في الميثاق الكندي للحقوق والحريات". وهو ماحمى قانون الزواج من أي طعن قانوني قائم على انتهاك حقوق الميثاق، بما في ذلك ضمانات الباب 15. وفقًا لبنود فقرة الرغامة، يصبح هذا الإعلان نافذًا لمدة خمس سنوات فقط بعد دخوله قانون الزواج حيز التنفيذ، انتهت هذه الفترة في 23 مارس 2005. أرسل رئيس الوزراء كلاين رسائل مختلطة حول ما إذا كان سيتم تجديدها؛ في النهاية، لم يتم ذلك.
في حين أن هذا القانون لم يكن من الممكن الطعن فيه بموجب الميثاق، فإن تعريف الزواج هو خارج سلطة حكومة المقاطعة، أو ماوراء القانون، وبالتالي فهو غير صالح. والقانون الدستوري، 1867، يتم تفسيره أنه منح اختصاص المقاطعات خلال مباركة الزواج فقط، في حين أن جميع الجوانب الأخرى، بما في ذلك القدرة على الزواج، تحت الولاية القضائية الاتحادية. في وقت إقرار مشروع القانون 202، لم يدعم وزير العدل في المقاطعة ديفيد هانكوك ذلك، قائلاً: «من حيث الأثر القانوني، أنا مقتنع أنه ليس لديه أي أثر». صرح هانكوك في وقت لاحق أنه يعتقد أن هذا القانون صحيح دستوريًا وأن ألبرتا ستحاول تأييده. في أعقاب رد المحكمة العليا في 9 ديسمبر 2004 على الاستشارة الفيدرالية لزواج المثليين، أقر خلف هانكوك، رون ستيفنز، بأن تعديلات قانون 202 على قانون الزواج من المحتمل أن تُلغى باعتبارها غير دستورية بسبب تعديها على ما كان تم الحكم صراحة عليه بحلول ذلك الوقت بكونه مسألة اختصاص فيدرالي.
خلال الحملة الانتخابية لانتخابات مقاطعة ألبرتا 2004، خفف كلاين من موقفه إلى حد ما، قائلاً إنه سيقبل زواج المثليين إذا أخبره ساكنو ألبرتا أنهم يقبلون ذلك.
في أيار/مايو 2014، تم تعديل قانون الزواج باستبدال عبارة «الزوج والزوجة» بـ «الزوجين»، بعد تسع سنوات من تقنين زواج المثليين.

### قانون التبني
تم تقنين تبني أحد الشريكين للطفل البيولوجي للشريك الآخر في عام 1999. في فبراير 2007، فاز الأزواج المثليون بالحق في تبني الأطفال بشكل مشترك.

### الرأي العام
أشار استطلاع إكييوس/سي بي سي في عام 2002 أن المواقف تجاه زواج المثليين كانت أكثر دعما في ألبرتا مما كانت عليه في مقاطعات مانيتوبا وساسكاتشوان، وكلاهما قد قننا زواج المثليين في وقت سابق.
وجد استطلاع للرأي في تشرين الأول (أكتوبر) 2011 أجراه معمل أبحاث مجتمع المواطن في كلية ليثبريدج أن 72.1% من سكان ألبرتا يؤيدون زواج المثليين، بينما عارضه 27.9% منهم.